# Rudolph P. Atcon
Rudolph P. Atcon (1940-15 de marzo de 1995) asesor de UNESCO durante la década de 1950, 1960 y 1970 fue el encargado de planear la reforma de algunas Universidades en Latinoamérica, entre las cuales se encuentran la Universidad de Concepción en Chile y varias en Brasil
Graduado del Amherst College en 1949, fue el autor de textos acerca de la educación en Latinoamérica entre los que se destaca " La Universidad Latinoamericana" que es el paradigma del modelo de reforma propuesto en las décadas de 1960 y 1970.